# Manuela Zinsberger
Manuela Zinsberger (Stockerau, 19 ottobre 1995) è una calciatrice austriaca, portiere dell'Arsenal e della nazionale austriaca.

## Biografia

### Vita privata
Il 9 giugno 2023 ha sposato la fidanzata Madeleine, la quale ha partorito il primo figlio, Marvis, il 29 giugno 2024. In quell'occasione ha rinunciato alla trasferta in Islanda con la nazionale per stare vicino alla moglie negli ultimi giorni di gravidanza.

## Carriera

### Club
Manuela Zinsberger si appassiona al gioco del calcio fin dalla giovane età, iniziando l'attività sportiva tesserandosi inizialmente con l'USV Leitzersdorf giocando nelle sue formazioni giovanili per trasferirsi in seguito al SV Stockerau e l'USV Großrußbach.
Nel 2010 firma un accordo con il Neulengbach, dove viene inserita in rosa sia nella squadra Juniors, la formazione riserve che gioca in 2. Liga Ost/Süd, sia in quella titolare, facendo il suo debutto in ÖFB-Frauenliga, massimo livello del campionato austriaco femminile di calcio. Nelle quattro stagioni giocate con la società dell'omonimo centro del distretto di Sankt Pölten-Land ha conquistato quattro titoli di campione d'Austria e tre Coppe di lega.
Nel giugno 2014 coglie l'occasione per giocare in un campionato estero, quello tedesco, sottoscrivendo un contratto triennale con il Bayern Monaco.
Il 17 maggio 2019 passa all'Arsenal.

### Nazionale
Zinsberger viene convocata con la nazionale austriaca dove debutta il 2 giugno 2013, dove nell'amichevole vinta 3-1 con la Slovenia rileva nel secondo tempo Anna-Carina Kristler.

## Palmarès

### Club

#### Competizioni nazionali
- Campionato tedesco: 2

Bayern Monaco: 2014-2015, 2015-2016
- Campionato austriaco: 4

Neulengbach: 2009-2010, 2010-2011, 2011-2012, 2012-2013
- Coppa d'Austria: 3

Neulengbach: 2009-2010, 2010-2011, 2011-2012
- FA Women's League Cup: 2

Arsenal: 2022-2023, 2023-2024

#### Competizioni internazionali
- UEFA Women's Champions League: 1

Arsenal: 2024-2025